# Федосей
Федосе́й, Федо́сий — мужское русское личное имя греческого происхождения; относится к двухкомпонентным теофорным именам: др.-греч. Θεός («Бог») + δόσιος («данный») — «данный Богом». В русском именослове известно имя с обратным порядком компонентов — Досифей, и этимологически близкородственное имя Федот, а также калькированное имя — Богдан. Церковная форма имени — Феодо́сий.
В христианской традиции почитается как святой последний император единой Римской империи — Феодосий Великий (конец IV века), законодательно запретивший языческие культы. В Византии Феодосий — имя нескольких императоров. В православном именослове имя Феодосий соотносится с несколькими раннехристианскими святыми — преподобным Феодосием Киновиархом, преподобным Феодосием Антиохийским, мучеником Феодосием Сирмийским, казнённым в 304 году во время великого гонения при императоре Диоклетиане, и другими.
В России в XX веке имя Федосей практически вышло из употребления: в статистических исследованиях по некоторым регионам центральной России В. А. Никонова в 1961 году не отмечено ни одного случая наречения именем Федосей, в 1988 году в Ленинграде имя не отмечалось даже в числе редчайших, раритетных имён. Однако ранее оно было достаточно частым, о чём свидетельствуют отыменные фамилии Федосеев, Федосов.
Разговорные формы имени Феодосий: Федо́с, Федосий, Федосей.

## Именины
- Православные (даты даны по григорианскому календарю)[3]: 11 января, 14 января, 24 января, 30 января, 3 февраля, 10 февраля, 18 февраля, 2 марта, 21 марта, 27 марта, 9 апреля, 26 апреля, 3 мая, 16 мая, 26 мая, 22 июля, 11 августа, 20 августа, 27 августа, 10 сентября, 15 сентября, 22 сентября, 30 сентября, 5 октября, 8 октября, 25 октября, 11 ноября, 9 декабря, 10 декабря, 29 декабря.